# Ески Имарет джамия
Ески Имарет джамия (на турски: Eski Imaret Camii) е обект с високо архитектурно значение в Истанбул. Сградата първоначално е построена през 11 век като православна църква по времето на Византия. По-късно е преустроена в джамия от османските завоеватели. Византийската църква е била посветена на „Христос Всевиждащия“ (на гръцки: Eκκλησία του Χριστού Παντεπόπτη). Сградата е единствената запазена византийска постройка от 11 век в днешен Истанбул и е идеален образец за тогавашната византийска архитектура. Въпреки това обаче сградата е сред най-слабо изследваните в турския мегаполис.

## Местоположение
Сградата е разположена в истанбулския район Фатих, в квартала Зейрек – един от бедните райони на града. Намира се на по-малко от километър северозападно то Зейрек джамия.

## История
Църквата е построена не по-късно от 1087 година от Анна Даласина, майката на император Алексий I Комнин на върха на четвъртия константинополски хълм като женски манастир, посветен на Христос Всевиждащия, където тя прекарва последните дни от живота си, следвайки обичая в императорския двор.
На 12 април 1204, по време на Обсадата на Константинопол, император Алексий V Мурзуфул разполага своята главна квартира близо до манастира. От тази си позиция той е могъл да види как венецианския флот, под командването на Енрико Дандоло, се разгръща между манастира Св. Теодосий и църквата Света Богородица Влахернска преди да атакуват града. След успешно проведената атака на латинците, византийският император бързо изоставя своята царствената пурпурна шатра, като по този начин дава възможност на Балдуин Фландърски да прекара своята първа победоносна нощ в нея. Манстирският комплекс е разграбен от латинците, след което е предаден на монасите от Бенедиктинския орден. Така по време на окупацията на Константинопол от латинците (1204 – 1261) сградата е католическа църква.
Веднага след падането на Константинопол през 1453 църквата е преустроена в джамия, като манастирските сгради са използвани като завие, медресе и имарет на близката Фатих джамия, която по това време се е строяла, поради това мюсюлманският храм е бил наречен „Имарет джамия“
Комплексът от сгради около джамията е изгарял няколко пъти от разразили се пожари, като последните останки от някогашния манастир напълно са заличени преди около век. До 1970 сградата е използвана като медресе, което я прави почти недостъпна за архитектурни прочувания. След 1970 година джамията е затворена като е в реставрационни работи под ръководството на турския архитект Фикрет Чухадароглу. Въпреки това сградата е в доста лошо състояние.